# 闽台关系
|                                                                | 福建             | 福建             | 台湾             |
| -------------------------------------------------------------- | ---------------- | ---------------- | ---------------- |
| 地圖                                                           | 福建行政区划     | 福建行政区划     | 台湾行政区划     |
| 政權                                                           | 中华人民共和国   | 中華民國         | 中華民國         |
| 土地面积 （平方公里）                                          | 12.4万           | 0.2万            | 3.6万            |
| 人口                                                           | 4154万人         | 15萬人           | 2326萬人         |
| 人口密度 （每平方公里）                                        | 336人            | 852人            | 650人            |
| 最大城市（人口）                                               | 福州市 （824万） | 新北市 （403万） | 新北市 （403万） |
| GDP（百萬美元）                                                | 767,437          | 790,034          | 790,034          |
| 人均GDP（美元）                                                | 18,323           | 33,371           | 33,371           |
| 森林覆盖率                                                     | 62.96%           | 60.71%           | 60.71%           |
| 台湾海峡西北侧为福建，东南侧为台湾。                           |                  |                  |                  |
| 註：福建金門、馬祖地區之經濟數據由中華民國發布與臺灣合併計算。 |                  |                  |                  |

闽臺關係（英语：Fujian–Taiwan relationship），亦称臺閩關係，是指位居中國大陸的福建省與隔著臺灣海峽相望的臺灣之間的關係。台湾海峡平均宽度180公里，最窄处只有130公里。闽台两地位置相邻、气候相似、环境相近。尽管台闽关系随历史发展而变换，但两地在人员、经济、军事、文化等各个方面一直保持着密切的联系。现今台湾居民多是中国大陆移居的漢族之後裔，其中又以閩南族群为主，约占台湾人口逾7成；而在文化方面，闽台两地的语言文字、宗教信仰和风俗习惯也多有相似之处。

## 历史

### 甲午战争之前

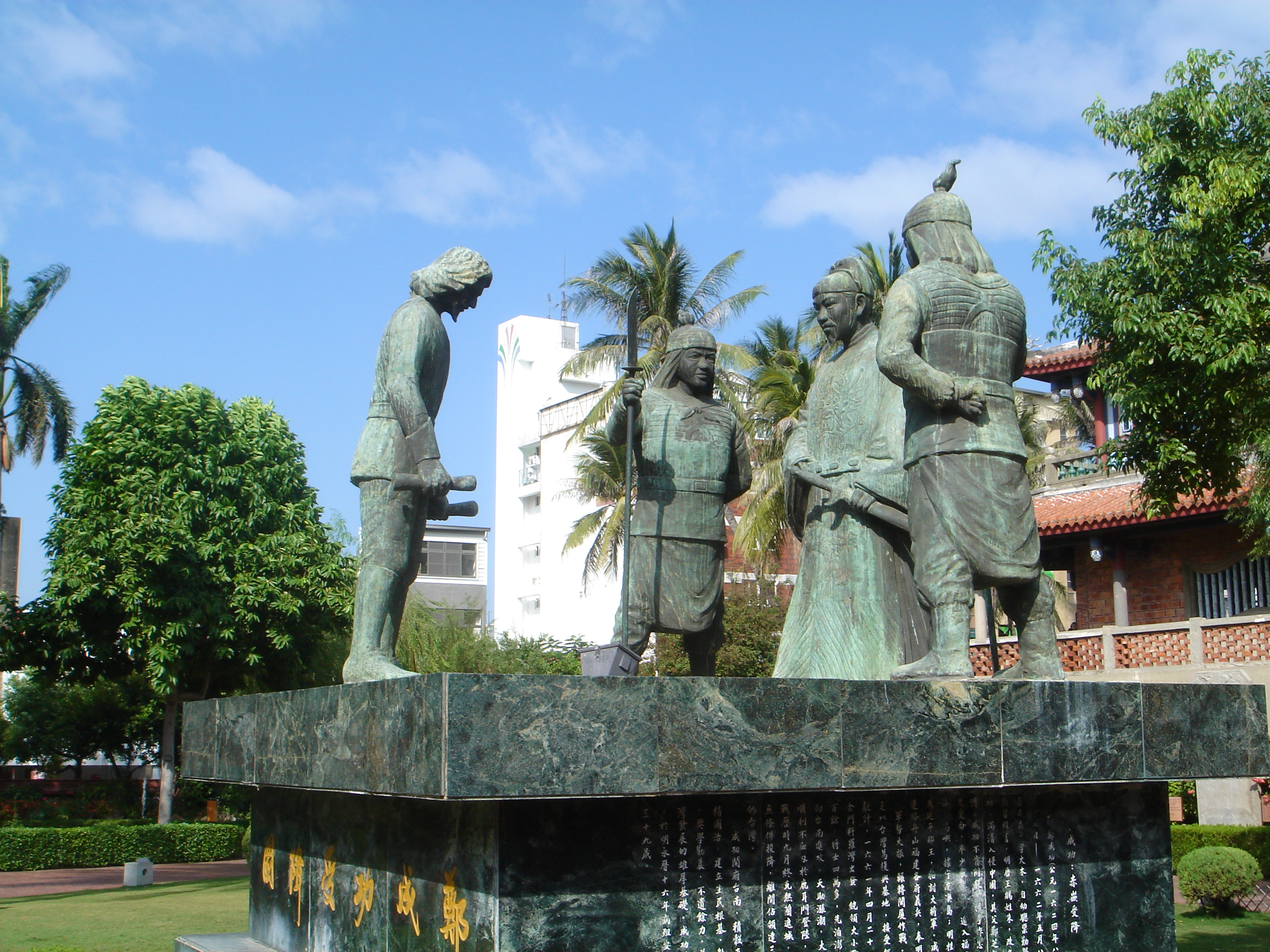
荷蘭人向鄭成功投降的塑像

唐代以前汉人到台湾人数不多，他们到台地或从事农业活动或同台灣原住民族进行交易，主要是季节性的，春去秋回。傳說中，唐开元年间，福建东石人林銮，经商到台湾定居，乃台湾林姓入台第一人。宋元时期，北部的台灣原住民族因缺铁而贵铁，用食物向來訪的大陆商人換取鐵。臺灣荷西統治時期（明末天啟至清初順治），又有大批闽南人应募入台耕作，随后在台湾安家。在《安平颜氏族谱》、《东石汾阳郭氏族谱》中都有迁家入台的记载。1661年，郑成功经熱蘭遮城之戰打敗荷蘭東印度公司後，在台湾设承天府。
1683年（康熙二十二年），清康熙帝派施琅帶兵攻打臺灣。澎湖海战后，鄭克塽投降，清军进入台湾。次年，在台湾设一府三县，成为福建省的第9个府，即台湾府。建府初期，清廷即授权福建巡抚从闽省内地与台地的官员互调。因此，清代台湾的官吏多是福州人。
清朝中期，大量移民遷台，先來後到的族群之間存在諸多利益衝突。如福建的鹤佬人和广东的客家人、潮州人之间发生閩粵械鬥；来自福建的泉州人與漳州人之间发生泉漳械鬥等。不过，这時期臺灣各族群間除分類械鬥外亦有合作，如1796年，吳沙在拓墾蛤仔難時，有漳籍、泉籍與客籍人士共同入墾。
1884年中法战争期间，法国军舰侵犯台湾，骚扰沿海各省。1885年（光绪十一年），清廷为应对边疆危机、防御外国入侵，设福建台湾省，管轄原福建省的臺灣府和臺北府，原福建巡撫劉銘傳改任臺灣巡撫，臺灣建省经费主要由福建财政承担。

### 臺灣日治时代

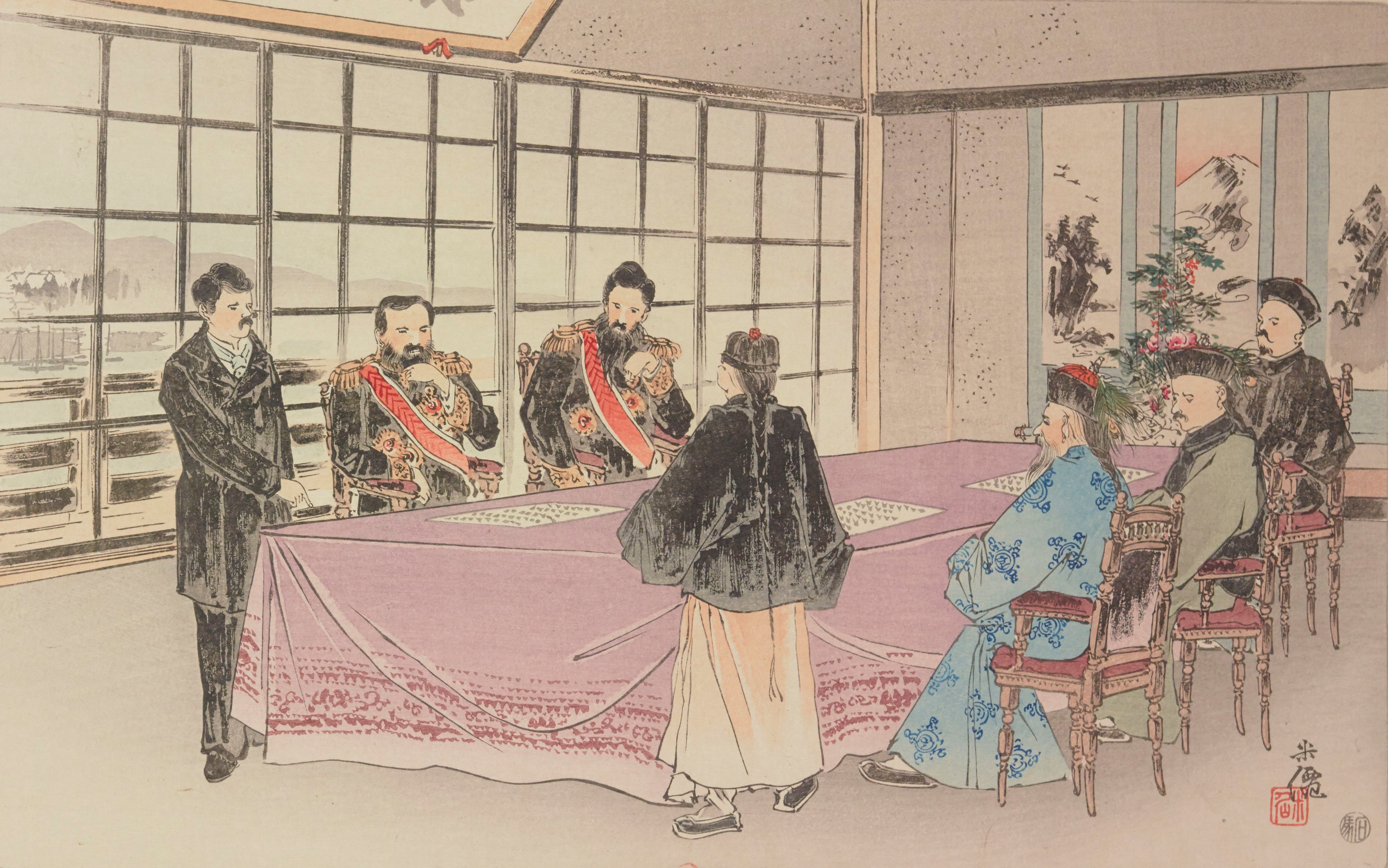
日本人繪製《馬關條約》簽字時的情景

1895年，大清在甲午战争中被日本打败，清廷向日本求和，被迫签署马关条约割让台湾。日本領有臺灣50年，直到1945年在第二次世界大戰中戰敗而停止統治臺灣。在此50年间，闽台两地因政务、商务、演艺和私人事务等仍有往来，未曾隔绝。
日人統治臺湾後不久，便以此為基地展開對福建的侵略。日本台湾总督府作为日本帝国实施南进战略的前锋，专门针对福建制订了政策，着力经略（筹划治理）福建，通过创办学校、设置医院、兴建神坛和经营报社等方式进行文化渗透。对近代福建社会的发展产生了深远的影响。
日本統治臺灣初期，日本人途經臺灣到清國并不需要護照（旅券）。然而隨著日本浪人出現在福建並從事不法之事，臺灣總督府在1897年1月頒佈《外國旅行券規則》。起初針對的是前往清國的日本人，同年5月起範圍擴展至前往中國和其他國家的在臺日本人和臺灣人。
1896年前后，时任日本台湾总督儿玉源太郎派时任台湾宜兰兰阳寺住持故加苏广法师到厦门布教。其后，东本愿寺僧人水谷魁曜等建立“厦门东本愿寺布教所”。1900年8月24日，该布教所被燒毀。25日，日本台湾总督派遣陆军渡海，准备占领厦门。西方列强反应强烈，英、德、美、俄都将战舰开进了厦门港，英军陆战队登陆英租界，日军被迫撤军。史称“1900年厦门事件”。
1934年2月陈仪被任命为福建省政府主席。其任内的福建省政府曾于1934年和1936年两次组团赴台湾考察。1895年日本開始統治台湾时，台湾的经济规模尚不及福建。但台湾经过日本人近40年的经营，已远远超过福建。因此，《台灣考察報告》中建議福建學習台灣的經濟模式。

### 二戰結束之后

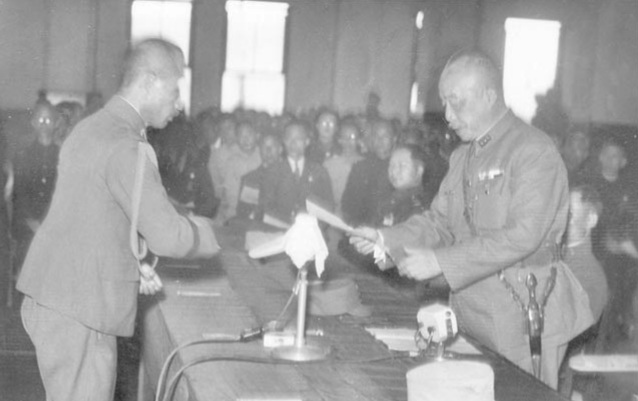
1945年10月25日於臺北公會堂，安藤利吉將軍在陳儀將軍發布署部第一號命令的受領證上簽名蓋章後，經由諫山春樹將軍（左）轉交給陳儀將軍（右）。

1945年8月15日，日本宣布投降。8月29日，蒋中正任命时任福建省主席的陈仪为台湾省行政长官。10月25日，中华民国開始接管台湾、澎湖。1949年，中华民国政府中樞於國共內戰失利迁往台北。福建与台湾因国共内战长期对峙。1979年，大陆在改革开放伊始，发出《告台湾同胞书》，以「和平統一」取代原来的「解放台灣」。對此蔣經國在台湾以“三不政策”作为回应。
1980年11月，闽台首笔小额贸易成交，1981年第一家台资企业在福州落户。福建自1981年起开放4个口岸为台船停泊点和台胞接待站，是改革開放後兩岸贸易和人员往来之先河。1987年台湾开放民众到大陆探亲，两岸民间经贸活动迅速升温。至1991年福建吸引台资合同项目累计1372项，合同金额10.7亿美元，实际到资4.8亿美元，福建台资占大陆台资的 32.1%。
1992年邓小平发表南巡讲话，重申应继续改革开放。1993年4月，“汪辜会谈”达成“九二共识”。1997年福建建立“海峡两岸（福州）农业合作试验区”和“海峡两岸（漳州）农业合作试验区”。至1999年底，福建全省累计批准台商投资企业 5894 家，合同台资金额109.89亿美元；台商实际到资累计近80亿美元。
2000年民进党首次擔任中華民國的执政黨，陈水扁主张四不一没有。2001年，馬祖、金门和中華人民共和國福建省的马尾、厦门与之间實現了通商、通航和通郵。后来，陈水扁主张台湾独立和一边一国，使福建和台湾的经贸合作受到一定影响。至2008年底，台商在闽投资项目数 9718项、合同台资 203.11 亿美元、实际到资 141.38 亿美元。2008年全年，“小三通”旅客运量为97.4 万人次。
2015年，福建省交通運輸廳表示，將推出台營運車輛進出平潭的相關管理方案，以加快兩岸便利互通。中華民國陸委會则回應表示，「台車入閩，平潭先行」是大陸片面作為，不予評論。台聯立法院黨團總召賴振昌稱大陸冀達「書同文，車同軌」，統戰目的明顯。

## 地理

### 台湾海峡

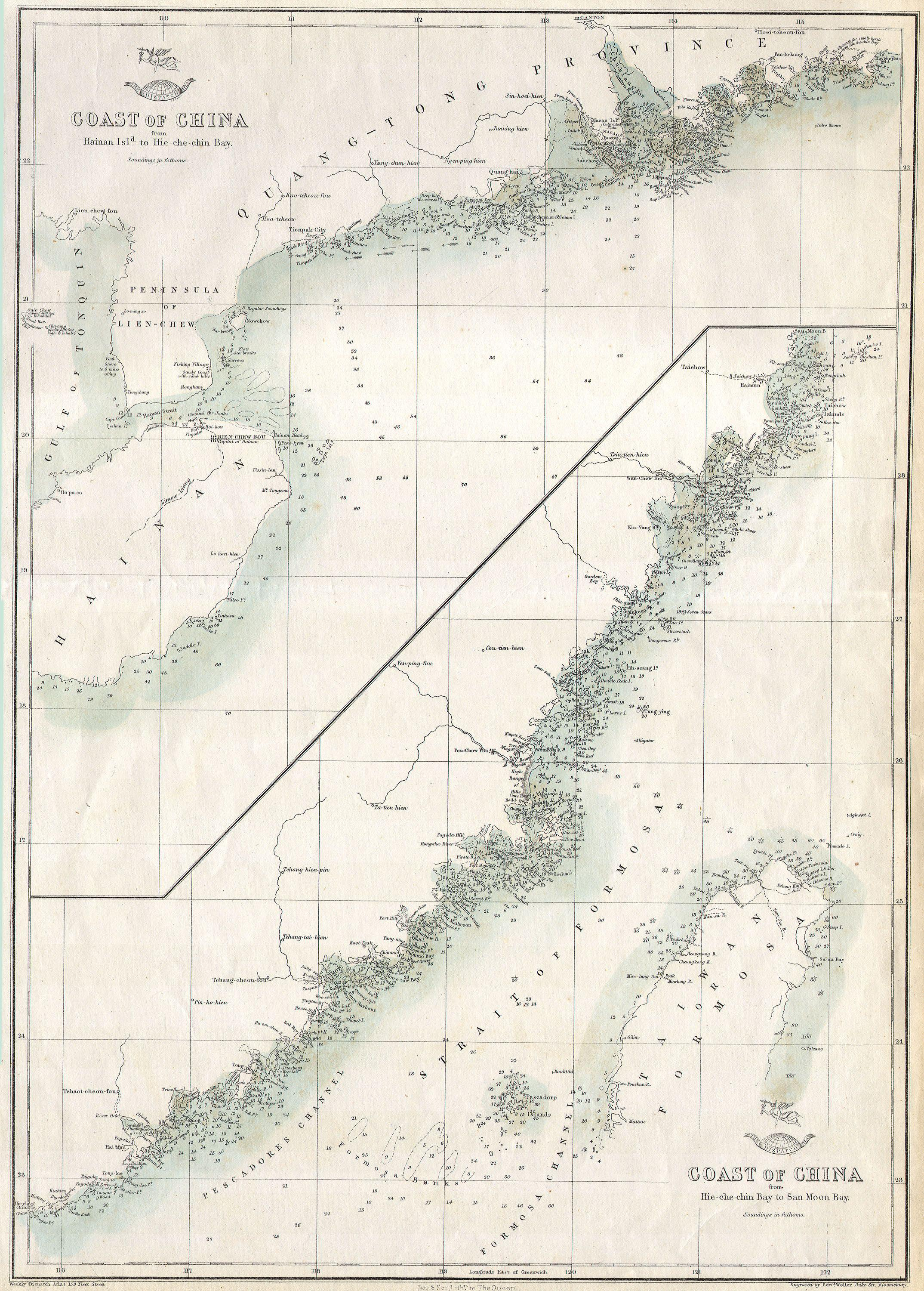
1863年绘制的中国东南沿海地图，右下角为台湾海峡。

福建與臺灣之間隔着狭窄台湾海峡，南北長約300公里，平均寬度180公里，平均水深50米，海域面積约為8万平方公里。臺灣海峽最窄處是福建平潭島與台湾新竹商港之間，直線距離130公里；最寬處是台湾貓鼻頭到福建東山島，直線距離410公里。能见度高时，从福州鼓山可隐约看见基隆附近的鸡笼山。
在约5400万年以前，台湾海峡中部地区开始被水淹没，中间成为浅海，开始成为海峡。在新生代更新世后期的冰河期，海水退去，台湾海峡水面下降了130～180米，变成陆地，台湾與大陆相连接。大量古人类、古动物从大陆经过干涸的台湾海峡迁往台湾。自第四纪冰河期（1800万年至6000年之间）以来，大海进入海进期，海水面上升约有100至130米，形成了今天的海平面。自此开始，两岸间的来往由陆地转为海上。
澎湖群島位於臺灣海峽上。在臺灣與澎湖之間有澎湖水道，臺灣早期移民用「十去，六死，三留，一回頭」形容这里海象的惡劣。

### 金马地区
金马地区由金門與連江（馬祖）兩縣組成，属于福建，但实际由位于台北的中華民國政府管辖。金門位於九龍江口外，與廈門灣口遙望，距離中華人民共和國實際管轄的角嶼僅1.8公里，離臺灣島有210公里。包括金門本島（大金門）、烈嶼（小金門）等十二個大小島嶼，總面積约150平方公里，為台灣海峽兩岸軍事角力的戰場。馬祖位於福建省閩江口外，西距福州約16浬，東距臺灣基隆114浬（東引至基隆90浬），南距金門152浬。马祖列岛南北綿延54公里，總面積28.8平方公里，包括東引島、西引島、亮島、高登島、大坵、小坵、北竿、南竿等36個大小島礁。
由於地理位置的關係，金馬兩地自古本屬福建，日常物資及風俗習慣皆和福建沿海閩南生活圈和閩東生活圈大抵相同。惟自1949年之後，國共對峙，使金馬地區成为台灣、福建兩地之折衝要角，其中還出現過古寧頭戰役（1949年）及八二三砲戰（1958年）的小型戰役。金馬地區一方面要面对大陸的統戰攻勢，另一方面又有戰地政務的限制，金馬地區也要設法避免被邊緣化。2001年，福建省的马尾、厦门与马祖、金门之间實現了通商、通航和通郵，讓金馬離島快速與世界接軌，金門人可以運用對岸福建省的資源，促使相關產業升級，而發展出新的營運模式。

## 军事

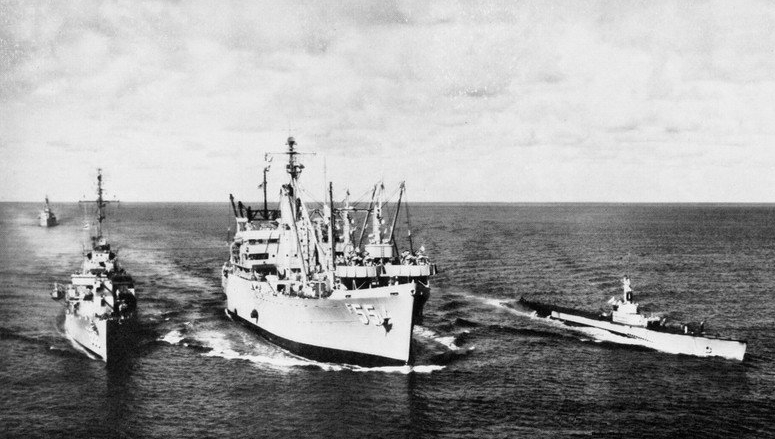
1958年第二次台湾海峡危机时，在台海巡航的美国海军军舰。

1949年後，中國大陸在包括福建在內的東南沿海佈署可隨時候命攻擊台灣本土的飛彈，中華民國官方估計數量有1300枚，其中在福建部署有近百枚M11导弹。有报道称，从福建平潭岛发射140公里火箭弹可以覆盖新竹附近滩头。此外，解放军还有射程更远的300毫米火箭弹。
在1995年到1996年在中華民國總統大選前，中国大陆在臺灣外海試射飛彈（台灣海峽飛彈危機），對福建和台灣之間的關係产生負面影響。台灣一直希望大陸可以撤除沿海的飛彈。2016年7月1日台湾发生雄風三型反艦飛彈誤射事件，导弹在朝福建方向飞行一段距离后，击中一艘在澎湖东吉东南方海域的台湾渔船，造成台湾渔民一死三伤的惨剧。此事被阴谋论者认为是挑衅中共党庆。
据英国《简氏防务周刊》网站报道，中国大陆在福建部署巨型雷达，可能会影响台湾鋪路爪長程預警雷達的正常工作。另外据媒体报道，在福建有一个叫做「福建村」的地方，可以模拟台湾各种重要的军事设施及各军事据点，供解放军演练对台作战，特别是机降突袭作战。2016年中華民國總統大選后，解放军驻福建第31军在东南沿海大规模登陆演习，并出动了远程火箭炮、自行榴弹炮部队、两栖战车部队和直升机机降部队。2016年8月29日媒体报道，解放军对台作战主力陆军第一集团军在福建沿海进行火箭炮跨海打击演练。

## 经济
福建移民到达台湾时，带去了水稻、甘蔗、樟脑、茶等种植和制造技术。福建泉州港和台湾笨港（今雲林縣北港鎮）从宋代开始就是闽台两地贸易的主要港口。明代《闽书》和《东番记》记载，闽南商人主要以玛瑙、瓷器、衣服与台湾人交换鹿皮、鹿角等土特产。荷兰殖民統治台湾期间，也將台灣的米、砂糖、鹿肉、籐、鹿角以及從荷蘭帶來的金屬、藥材輸往福建等大陸地區。祖籍福建泉州的鄭成功是海上貿易的霸主，他趕逐荷蘭人之後，在台湾建立东宁王国，并與清政府合作，使台湾成为大陸、日本與東南亞各地的貿易轉口站。清廷領有台灣後，台湾与福建的贸易更加兴盛。主要的贸易线路有三条：福州-艋舺、泉州-鹿港、漳州-府城。咸丰10年（1860年）《北京条约》签订后，台湾陆续开放了淡水、鸡笼、打狗、安平等四大口岸。台湾建省后，开始建设郵政系統，通过滬尾-福州線将台湾與福建相連通。清代还在台湾额征供粮，海运福建，以供军粮，称为“台运” 。

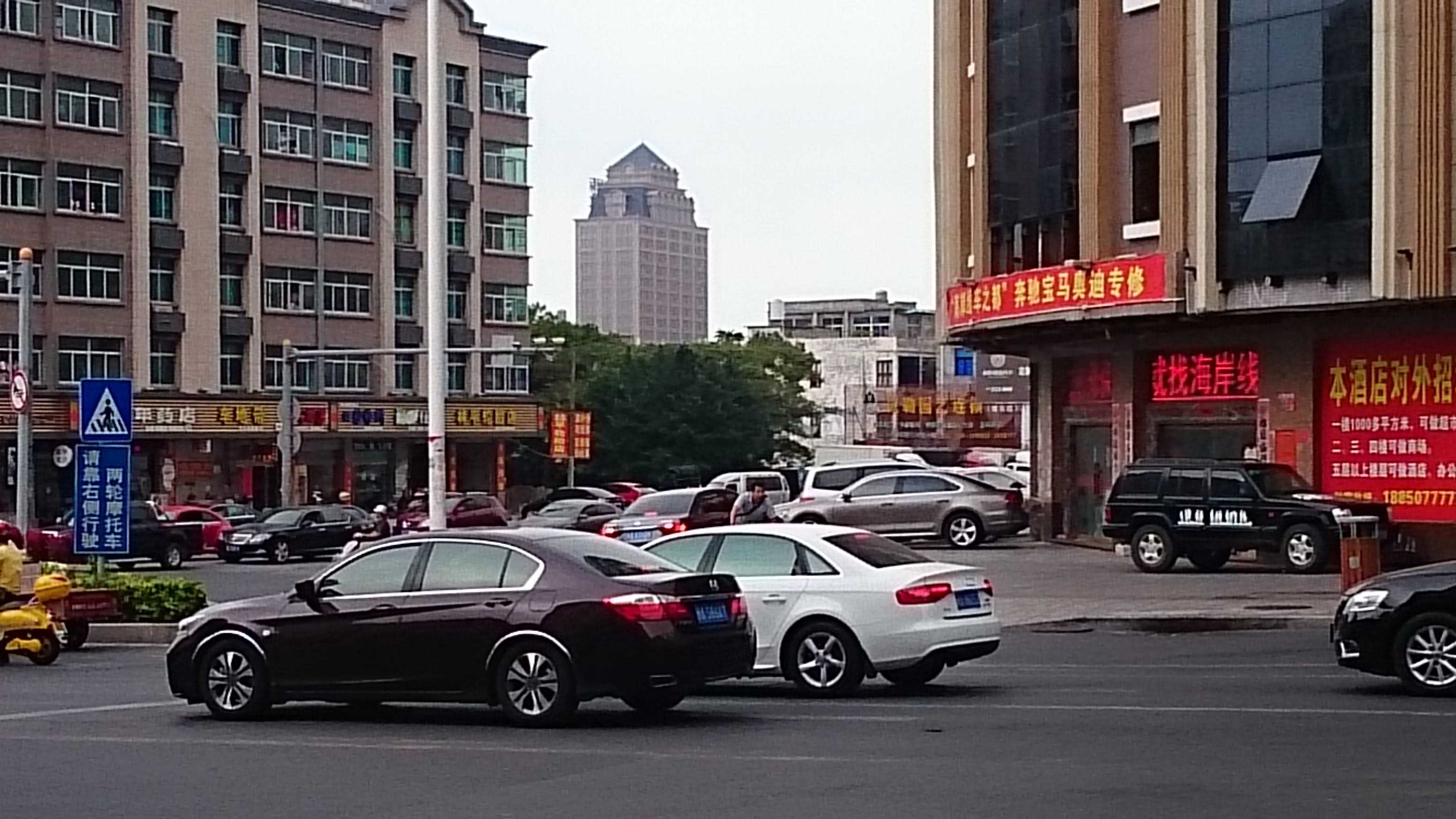
中國（福建）自由貿易試驗區下屬的平潭綜合實驗區

2006年，閩台經濟合作促進委員會在福建廈門成立，台湾方面除了有台灣商業總會理事長王令麟等商賈參加，兩岸共同市場基金會董事長蕭萬長及中國國民黨副主席江丙坤也出席為之揭幕道賀。台湾資深新聞工作者盧世祥认为，“海峽兩岸經濟區是中國為進一步對台灣「以經促統」的政策產物，兼有藉福建與台灣的地緣、移民歷史、語言風俗等密切相關，磁吸台灣經濟社會以壯大自己的作用”。截至2009年，中國大陸各省與台灣的貿易交流中，福建僅次於廣東及江蘇，位居第三。
2011年国家发展和改革委员会全文发布《海峡西岸经济区发展规划》。2015年4月21日，中国（福建）自由贸易试验区正式挂牌，将成为“深化两岸经济合作示范区”；12月29日，海峡两岸仲裁中心在平潭成立，将为两岸企业提供更为便利的仲裁服务。据海关统计，2016年第1季度福建省对台湾进出口总值145.5亿元人民币（以下简称“元”），比去年同期（下同）下降11.2%。其中，福建省对台湾出口55.3亿元，增长6.1%；自台湾进口90.2亿元，下降19.3%；贸易逆差34.9亿元，收窄41.4%。 
最近十五年來，福建與台灣的生產總值差距快速缩小：福建GDP从2000年台灣的15%，上升到2010年的48%，2014年达到了74%，2015年，福建GDP已超过台灣的80%。照此增速，福建于2020年GDP势将超越台湾。在人均GDP方面，福建也努力「追台」。2006年福建人均GDP約2700多美元，是台灣的16.4%，2015年福建人均GDP為10959美元，約為台灣的一半。短短十年，縮小了34個百分點。目前，福建省有4个经国台办授牌的海峡两岸青年创业基地。

## 族群

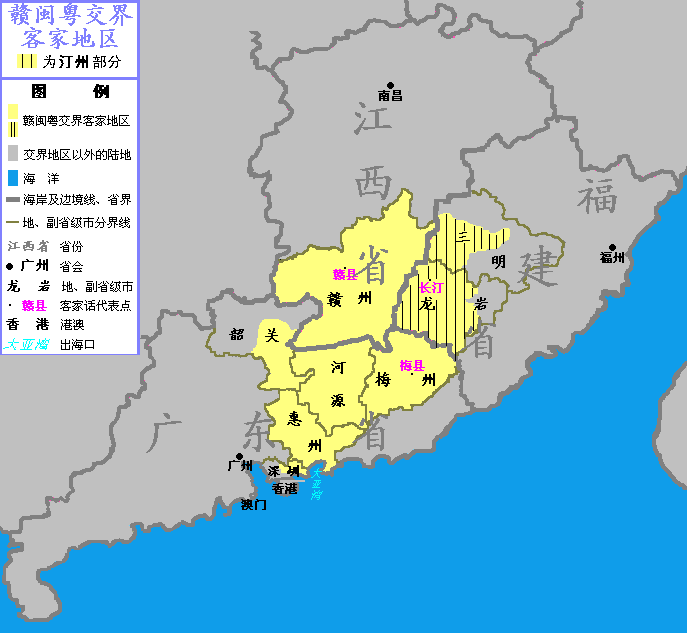
福建西部的客家地区，1926年時統計臺灣約有4萬多人祖籍設此

臺灣族群主要是原住民與漢族。有學者認為，台湾曾經出現过小黑人、矮人、鸡距人等先住民，但已经绝种。如今的台湾少数民族通称原住民，比汉人更早到台湾，屬於南島民族的分支之一。关于台灣原住民的历史起源有三个假说：出台灣假說、巽他大陸起源說和中國沿海（浙江、福建）起源說。
台湾的汉人分成福佬人（又稱為河洛人）、客家人和外省人三部分。其中福佬人是从福建南部及廣東東侧沿海迁入的，客家人是从广东东侧內陸及福建西部迁入的，外省人則為國共內戰後隨國民政府遷台的大陆各省族群。在荷治台湾后期，台湾汉人约有二万五千人（不包括妇女和儿童），大多数都是福建籍的移民。1903年日治期间，台湾有汉人303万，其中讲闽南语的有239万。1926年，《臺灣在籍漢民族鄉貫別調查》记载，台湾376万人口中，祖籍為福建省的有312萬人，佔超過八成。2004年调查显示，台湾原住民族不到2%，漢族占台湾人口的98%，其中泉漳河洛人（福建閩南移民後裔，祖籍泉州府及漳州府等）約70%、客家人約15%、外省人約13%。馬偕紀念醫院的林媽利醫生在2007年根据基因研究显示，台灣族群的组成為：閩南族群73.5％，客家人17.5％，1945年之後遷台的外省族群7.5％，原住民佔1.5％。
台湾人数较多的姓氏有陈、林、黄、张、李、王、吴、蔡、刘、杨等，他们的祖先大多是从福建移民到台湾。例如：台湾黄姓八成为河洛人，客家人占一成多，但是不论河洛、客家，凡明清年代入台的黄姓族人，大多数是黄守恭或黄峭的后裔。而台湾第九大姓蔡姓人口有近百万人，台湾知名企業家蔡万霖祖籍地就是晋江青阳蔡厝（今福建泉州晉江）。台湾的五大家族：基隆顏家（泉州安溪）、板橋林家（漳州龍溪）、霧峰林家（漳州平和）、鹿港辜家（泉州惠安）和高雄陳家（泉州同安）都是福建移民。
2013年6月8日，为纪念“开漳圣王”陈元光诞辰1357年，厦门丙洲陈氏联谊会会长陈勇猛一行，与台湾丙洲陈姓联谊会的宗亲，共同在台北士林坤天亭举行祭拜仪式。

## 文化

中華人民共和國福建省福州市的閩臺歷史文化研究院，館舍為王麒故居

歷史上閩都文化和闽南文化在宗族、文学、戏曲、工艺、建筑等层面對臺灣文化有相當的影響。

### 语言

閩南語泉漳片通行地區，亮洋紅色為廈門話分布地區。

台湾话源自閩南，也称为福佬话，“福”代表福建，“佬”代表族群。在語言分類上，台湾闽南语屬於漢語族閩語支閩南語的泉漳話，主流腔口發音與福建廈門話、漳州話比较接近。不过，台湾闽南语经过四百年演化，闽南语的漳州話和泉州話在台灣发生融合，加之部分詞彙吸收臺灣南島語言、日語、荷蘭語等外來語，使得臺灣話與福建的閩南語无论是腔调、語詞內容上存在不少差異。例如厦门话中，柳聲母接近于濁齒齦塞音[d]（鼻化韵母时作齒齦鼻音[n]）和濁雙唇塞音[b]（鼻化韵母时作雙唇鼻音[m]）的对应。
總體上說，臺灣話在北部偏泉漳混合腔，中南部平原偏內埔腔，西部沿海偏海口腔。因为漳州移民主要居住在中部平原地帶、北部沿海地區及蘭陽平原，被稱為內埔腔；泉州移民主要居住在中部沿海地區、臺北盆地，被稱為海口腔，南部則為泉漳混合區。台灣日治時期，政府曾长期将厦门话发音奉为标准音而编纂辞书，但這種觀念由於兩岸分治，現在已經消失。
在台湾，以臺灣閩南語為母語的泉漳族群是台灣第一大族群。而改用闽南话的客家人被称为福佬客。根據2009年《台灣年鑑》，大概有73%的臺灣人會使用臺灣闽南语。然而有部分人士認為，台湾闽南语不能稱為台湾话，因為在台灣有台湾客家语、原住民語的存在。

### 宗教信仰

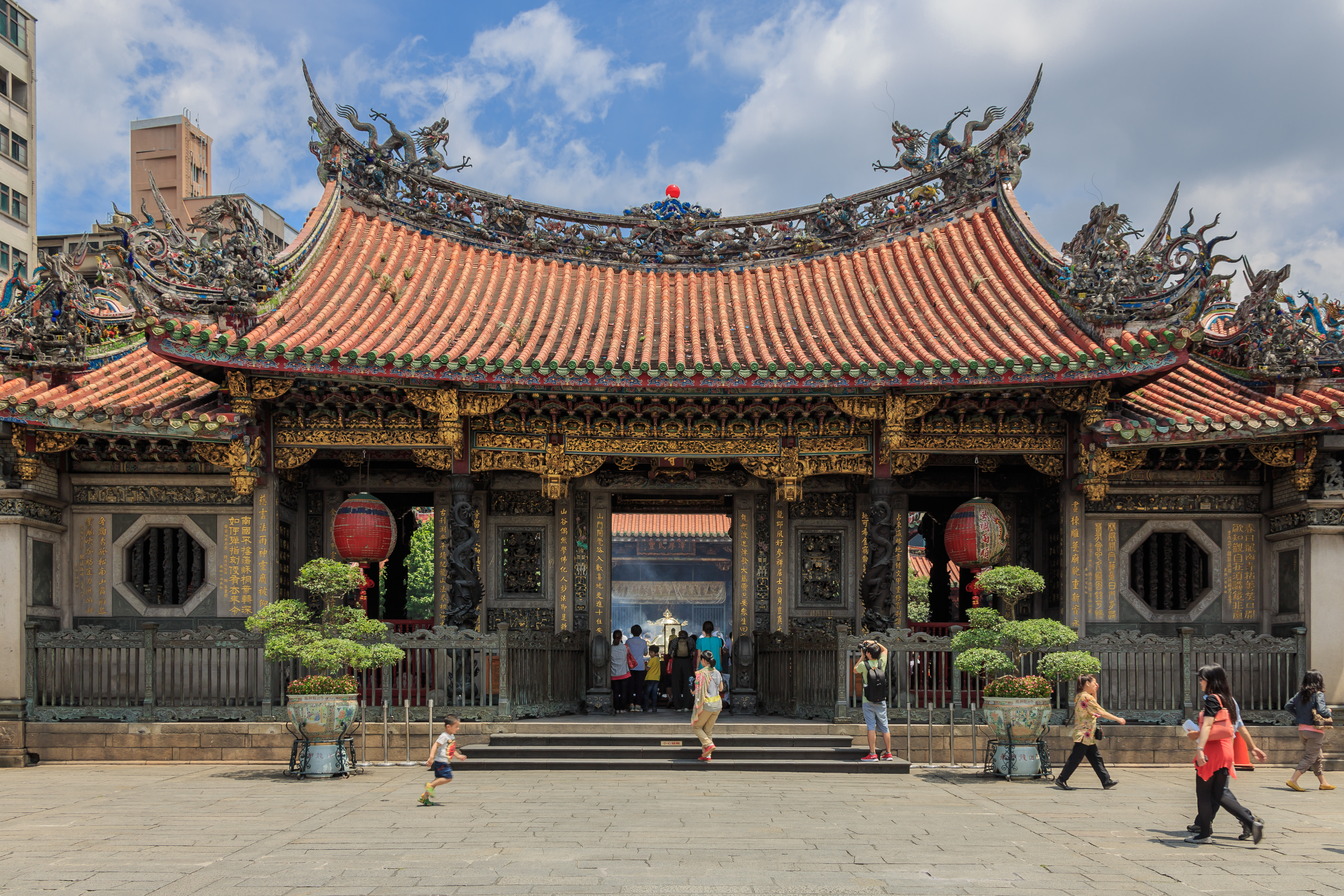
台北艋舺龍山寺

福建移民渡海來台時，大多从故里迎請地方神祇，分靈侍奉。闽台地区三大共同的民間信仰為：媽祖、臨水夫人和保生大帝。台灣地方宗教大多源起於大陸福建的下四府地區，媽祖信徒眾多，每年均舉辦赴閩朝拜活動的風俗習慣。部分台湾人认为，“中共将闽台宗教交流視為統戰之工具，表面上以熱忱友善方式歡迎到訪交流，實則以敵對的方式進行嚴密監控，而之所以積極推動對台宗教交流工作，完全出於「祖國統一」政策之需要”。
明清時代來自福建等地的移民，帶來許多高僧信仰。如福建泉州安溪縣的清水祖師信仰、顯應祖師信仰，閩西的定光古佛信仰等。而高僧信仰在台湾亦會道教化、如道教廟宇、鸞堂也時常奉祀原屬佛教禪宗的達摩祖師、濟公與普庵禪師等。一般來說，台灣道教來自福建泉州與漳州一带盛行的天師道。福建道教閭山派，一直都是台灣主要信仰之一。

### 建筑

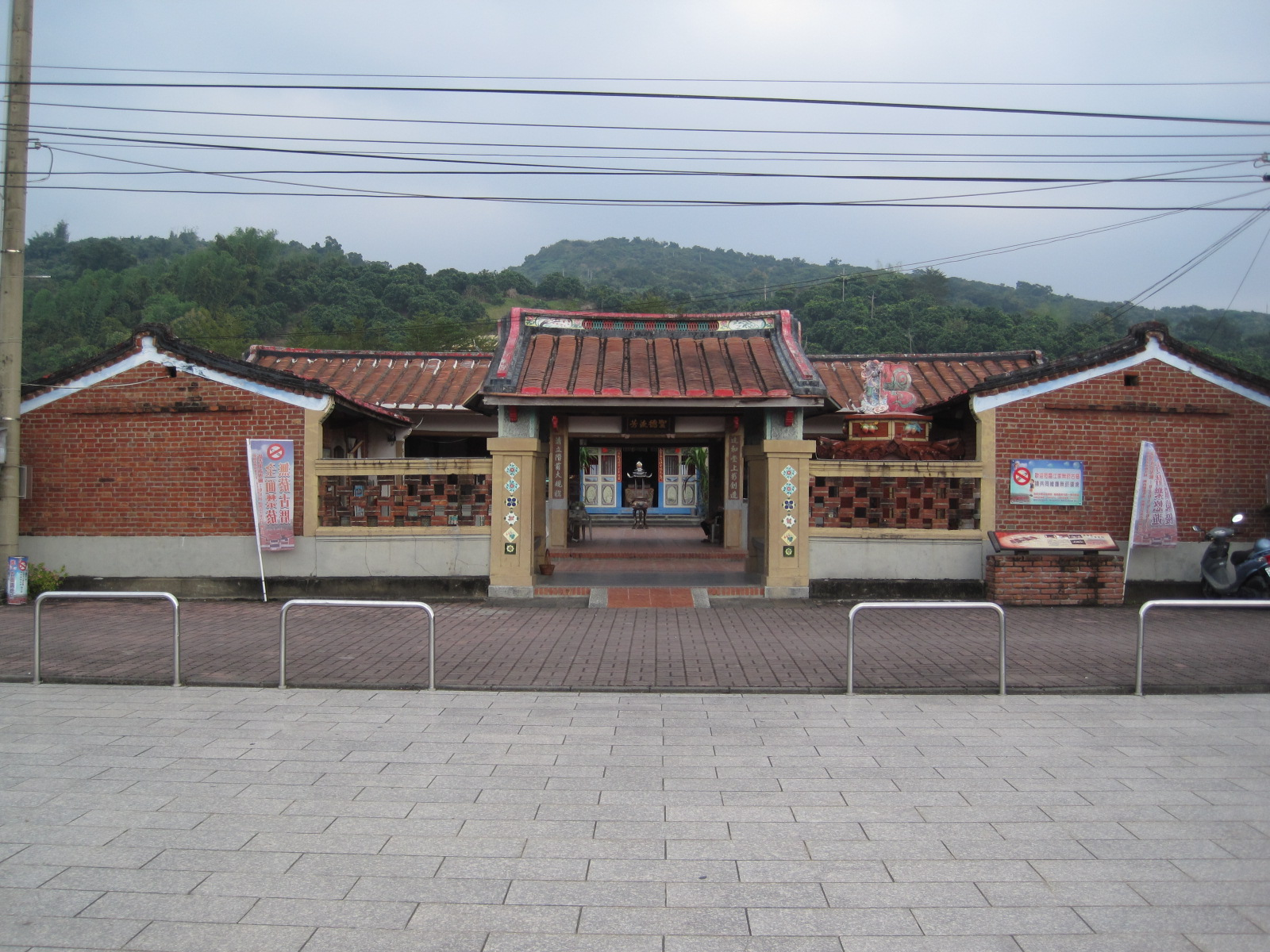
鹿陶洋江家宗祠是臺南市文化資產

近代以前，台湾的建筑多属闽南式与闽都式。台湾特色的闽南园林建筑有新竹潜园、台南吴园、雾峰林家萊園、板桥林家花园等。位於臺北市的艋舺龍山寺是由福建泉州三邑（泉安、惠安、南安）的移民所建，艋舺清水巖是由福建泉州安溪移民所建，大龍峒保安宮是由福建同安縣人所建，合称「台北三大廟門」，此外还有木栅指南宫、台北孔庙、火山碧雲寺等闽南风格的庙宇。闽南风格的民宅在台湾中南部较多，代表建筑有後壁黃家古厝、鹿陶洋江家宗祠等。

### 戏曲
台灣漢族戲劇起始於清朝，其中南管戲和高甲戲起源于福建泉州。形成於臺灣的戲曲歌仔戲，由漳州移民的錦歌發展而成，並且回傳福建閩南地區。

### 饮食

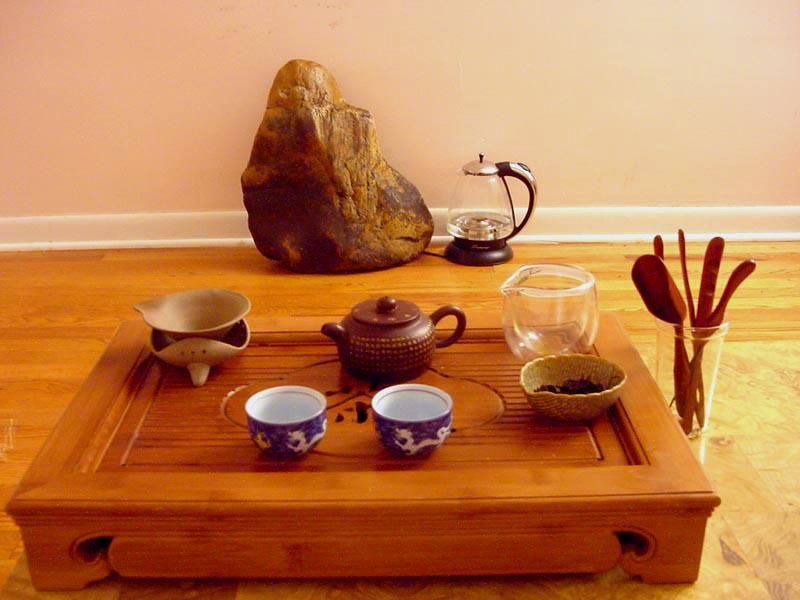
工夫茶是闽、台等地的一种泡茶方式。

饮食、装饰方面也受福建习俗影响，只是到近几十年才开始有些变化。台灣菜素有「湯湯水水」之稱。因为早期能移民來台的漢人(又其以閩南人佔多數)只限男性 ，由于要忙於農耕開墾，而且當年的物質也不如今日充裕，為了方便，他們常常煮一鍋可為湯又可為菜的羹菜，既營養又方便。閩南式羹湯至今在台灣民間依然受各族群喜愛，其中西魯肉和生炒花枝、香菇肉羹湯等為代表。
工夫茶（Kang-hu-tê）是閩南泉漳廈、廣東潮汕以及台灣十分流行的茶文化；「工夫」一詞即代表為一種仔細講究且費時費工的茶藝精神。這項茶藝「工夫」除了表現在製茶與泡茶等準備方面之外，也充分還表現在品飲和茶具等享受方面。

### 教育
1687年，福建科举乡试，对台湾考生另编字号、单列录取名额，首次录取台湾举人。同福建内地各府一样，台湾乡试诸生多到福州参加考试。考前、考后一般在福建内地居留几个月访学、会友，形成了定期的文化交流。创办于1916年的福建协和大学在台湾日治时期，先后招收了林炳垣、林澄水和钟天爵等几名台湾学生；创办于1921年的厦门大学在1921至1945年间共招收了13名台湾学生。
2015年，福建全省69所高校与台湾百余所高校签署了500多份合作交流协议，并引进了132名台湾优秀教师；2016年将继续引进约200余名台湾全职教师。与此同时，福建还设立高校台湾学生专项奖学金，吸引台湾学生来闽就读。據統計，福建來台就讀人數為在台陸生的四成；來閩就讀的台生為在陸台生的六成。

## 比較
| 名稱                       | 福建                                                                                   | 福建                                                                                   | 臺灣 | 臺灣 | 臺灣 | 臺灣 | 臺灣 | 臺灣 | 臺灣 |
| -------------------------- | -------------------------------------------------------------------------------------- | -------------------------------------------------------------------------------------- | --- | --- | --- | --- | --- | --- | --- |
| 地圖                       |                                                                                        |                                                                                        | | | | | | | |
| 歷史政權行政區             | 大明福建布政司 大清福建省 中華民國福建省 中華共和國 中華蘇維埃共和國（僅部分閩贛交界） | 大明福建布政司 大清福建省 中華民國福建省 中華共和國 中華蘇維埃共和國（僅部分閩贛交界） | 大肚王國、大龜文酋邦、瑯嶠下十八番社 荷屬福爾摩沙、西屬艾爾摩沙 東寧王朝承天府 大清福建省 → 福建臺灣省 台灣民主國 日治臺灣 | 大肚王國、大龜文酋邦、瑯嶠下十八番社 荷屬福爾摩沙、西屬艾爾摩沙 東寧王朝承天府 大清福建省 → 福建臺灣省 台灣民主國 日治臺灣 | 大肚王國、大龜文酋邦、瑯嶠下十八番社 荷屬福爾摩沙、西屬艾爾摩沙 東寧王朝承天府 大清福建省 → 福建臺灣省 台灣民主國 日治臺灣 | 大肚王國、大龜文酋邦、瑯嶠下十八番社 荷屬福爾摩沙、西屬艾爾摩沙 東寧王朝承天府 大清福建省 → 福建臺灣省 台灣民主國 日治臺灣 | 大肚王國、大龜文酋邦、瑯嶠下十八番社 荷屬福爾摩沙、西屬艾爾摩沙 東寧王朝承天府 大清福建省 → 福建臺灣省 台灣民主國 日治臺灣 | 大肚王國、大龜文酋邦、瑯嶠下十八番社 荷屬福爾摩沙、西屬艾爾摩沙 東寧王朝承天府 大清福建省 → 福建臺灣省 台灣民主國 日治臺灣 | 大肚王國、大龜文酋邦、瑯嶠下十八番社 荷屬福爾摩沙、西屬艾爾摩沙 東寧王朝承天府 大清福建省 → 福建臺灣省 台灣民主國 日治臺灣 |
| 現今政權                   | 中華人民共和國                                                                         | 中華民國                                                                               | 中華民國 | 中華民國 | 中華民國 | 中華民國 | 中華民國 | 中華民國 | 中華民國 |
| 現今行政區                 | 福建省                                                                                 | 福建省                                                                                 | 臺灣省 | 臺北市 | 新北市 | 桃園市 | 臺中市 | 臺南市 | 高雄市 |
| 行政區徽                   |                                                                                        |                                                                                        | | | | | | | |
| 实控面積（km² 平方公里）       | 124,000                                                                                | 180.46                                                                                 | 25,110.00 | 271.80 | 2,052.57 | 1,220.95 | 2,214.90 | 2,191.65 | 2,951.85 |
| 人口                       | 41,540,086                                                                             | 153,876                                                                                | 7,043,545 | 2,602,418 | 4,030,954 | 2,268,807 | 2,820,787 | 1,874,917 | 2,765,932 |
| 人口密度（每平方公里）         | 335                                                                                    | 852.71                                                                                 | 280.51 | 9,574.76 | 1,963.86 | 1,858.22 | 1,273.55 | 855.48 | 937.02 |
| 行政中心                   | 福州市                                                                                 | 不適用                                                                                 | 不適用 | 信義區 | 板橋區 | 桃園區 | 西屯區 | 安平區 新營區 | 苓雅區 鳳山區 |
| 最大城市（人口）           | 泉州市 (8,782,285)                                                                     | 金門縣 (140,597)                                                                       | 新竹市 (451,412) | 大安區 (302,644) | 板橋區 (557,114) | 桃園區 (457,245) | 北屯區 (287,344) | 永康區 (235,415) | 鳳山區 (359,576) |
| GDP (国际汇率)（百萬美元） | 636,288                                                                                | 669,034                                                                                | 669,034 | 669,034 | 669,034 | 669,034 | 669,034 | 669,034 | 669,034 |
| 人均GDP (国际汇率)（美元） | 15,323                                                                                 | 36,051                                                                                 | 36,051 | 36,051 | 36,051 | 36,051 | 36,051 | 36,051 | 36,051 |
| GDP增長率                  | 3.3%                                                                                   | 3.12%                                                                                  | 3.12% | 3.12% | 3.12% | 3.12% | 3.12% | 3.12% | 3.12% |
| 进出口总额（百萬美元）     | 203,491                                                                                | 631,028                                                                                | 631,028 | 631,028 | 631,028 | 631,028 | 631,028 | 631,028 | 631,028 |
| 人類發展指數               | 0.769 (高)                                                                             | 0.916 (極高)                                                                           | 0.916 (極高) | 0.916 (極高) | 0.916 (極高) | 0.916 (極高) | 0.916 (極高) | 0.916 (極高) | 0.916 (極高) |
| 森林覆盖率                 | 62.96%                                                                                 | 60.71%                                                                                 | 60.71% | 60.71% | 60.71% | 60.71% | 60.71% | 60.71% | 60.71% |
| 行政管轄                   | 福建省人民政府                                                                         | 福建省政府 （實質廢止）                                                                | 臺灣省政府 （實質廢止） | 臺北市政府 | 新北市政府 | 桃園市政府 | 臺中市政府 | 臺南市政府 | 高雄市政府 |
| 政治领袖                   | 省委书记：周祖翼 省长：赵龙                                                            | 省主席 （不再派任）                                                                    | 省主席 （不再派任） | 市長： 蔣萬安 | 市長： 侯友宜 | 市長： 張善政 | 市長： 盧秀燕 | 市長： 黃偉哲 | 市長： 陳其邁 |
| 两岸事务機構               | 中共中央台湾工作办公室                                                                 | 中華民國大陸委員會                                                                     | 中華民國大陸委員會 | 中華民國大陸委員會 | 中華民國大陸委員會 | 中華民國大陸委員會 | 中華民國大陸委員會 | 中華民國大陸委員會 | 中華民國大陸委員會 |
| 地方事务機構               | 福建省人民政府 台港澳事务办公室                                                        | 不適用                                                                                 | 不適用 | 臺北市政府 大陸小組 | （無） | 桃園市政府 兩岸事務小組 | （無） | 臺南市政府 兩岸小組 | 高雄市政府 兩岸小組 |

- 中華民國政府統轄之省級機關於2019年1月1日起去任務化與預算歸零，各省政府已無任何行政組織或實體辦公場所，僅依照憲法增修條文保留省政府之機關名號及省政府主席之職銜。
- 依照中華民國兩岸人民關係條例，有關兩岸事務為中央政府專屬權，由大陸委員會統籌處理。各直轄市政府之兩岸或大陸小組為任務編組幕僚單位，非法定建制機關。

### 脚注
1. ↑  . 福建省统计局.   [2020-05-20]. （原始内容存档于2022-03-01）.
2. ↑  . 中華民國內政部戶政司.   [2021-08-20]. （原始内容存档于2021-03-19）.
3. ↑  人民币53109.85亿元，参见. 腾讯新闻. 2023-01-21  [2023-03-02]. （原始内容存档于2023-03-02）.。全年人民币平均汇率为1美元兑6.91元人民币转换为美元。
4. ↑   (PDF). 行政院主計總處. 行政院主計總處. 2021-06-04  [2021-06-04]. （原始内容存档 (PDF)于2022-03-08）.
5. 1 2  2015年森林資源現況與展 （页面存档备份，存于） - 行政院全球資訊網
6. ↑  谭舯. . 中国和平统一促进会. 《统一论坛》. 2011-12-23  [2016-10-17]. （原始内容存档于2016-10-18）.
7. ↑  . 搜狐新闻. 中新社. 2009年5月15日  [2016-10-11]. （原始内容存档于2016-10-11）.
8. 1 2  李偉賢 郭惠蘇. . 華夏經緯網. 2010-10-20  [2016-10-14]. （原始内容存档于2016-10-18）.
9. 1 2 3 4 5 6 7  林其泉.  (PDF). 闽台关系史. 厦门大学历史系.   [2016-10-11]. （原始内容 (PDF)存档于2016-10-12）.
10. ↑  . 福建省情资料库. 2009-06-18  [2016-10-12]. （原始内容存档于2016-10-12）.
11. ↑  唐文基. . 福建教育出版社. 1995年: 335.
12. ↑  . 华夏经纬.   [2016-10-20]. （原始内容存档于2019-08-18）.
13. ↑  《先王實錄》：「承天府安平鎮，本藩暫建都於此，文武各官及總鎮大小將領家眷暫住於此。」
14. 1 2 3 4  汪毅夫. . 福建教育出版社. 2006  [2016-10-11]. （原始内容存档于2016-10-12）.
15. ↑  戴寶村. . 台湾月刊. 台湾省政府. 2008年8月  [2016-10-12]. （原始内容存档于2016-09-29）.
16. ↑  劉寧顏 (编). . 臺北市: 臺灣省文獻委員會. 1994.
17. ↑  . 中央研究院電子文獻資料庫《清史稿》.   [2016-10-30]. （原始内容存档于2016-03-04）.
18. ↑  鄭政誠.  (PDF). 《史匯》 (國立中央大學歷史研究所). 2006年9月, (第十期): 1页  [2016-10-23]. （原始内容存档 (PDF)于2017-03-05）. 日人領臺後不久隨即以臺灣為基地，展開對福建的侵略
19. ↑  梁華璜 2001
20. ↑  —. . 中国青年政治学院学报. 2010年, (第1期): 125  [2016-10-20]. （原始内容存档于2016-10-21）. |author1=和|author=只需其一 (帮助)
21. ↑  梁華璜 2001，日據時代台民赴華之旅券制度
22. ↑  . 斯土斯民台湾的故事.   [2016-10-20]. （原始内容存档于2016-10-20）.
23. ↑  . 人民网. 1900年美國報紙頭版的“廈門事件” 究竟發生了什麼事. 2016年3月21日  [2016-10-20]. （原始内容存档于2016-10-20）.
24. ↑  褚静涛. . 近代中国研究. 《南京社会科学》2006年第2期. 2007年3月6日  [2016-10-24]. （原始内容存档于2016-10-25）.
25. ↑  李怡; 張堂錡. . 2016年6月1日: 250  [2016-10-24]. （原始内容存档于2016-10-25）.
26. 1 2 3 4  单玉丽.  (PDF). 东亚论文. 2010年2月1日  [2016-10-11]. （原始内容存档 (PDF)于2017-03-05）.
27. ↑  許雪姬. . 臺北: 遠流出版. 2004: 64－65. ISBN 9570174293.
28. ↑  .   [2016-10-17]. （原始内容存档于2017-03-05）.
29. ↑  T. Ichiye. . Elsevier. 2000-04-01: 301–  [2013-01-22]. ISBN 978-0-08-087077-9. （原始内容存档于2013-06-13）.
30. ↑  石謙; 蔡愛智. . 科技導報. 2008-08-18, 26 (22): 75–79.
31. 1 2  王秀芝. . 青苹果数据中心. 2013年11月27日  [2016-10-11]. （原始内容存档于2016-10-11）.
32. ↑  耿慧玲.  (PDF). 朝陽科技大學機構典藏. 朝陽科技大學.   [2014-01-09]. （原始内容存档 (PDF)于2019-12-26）.
33. ↑  中华民国福建省 （页面存档备份，存于）官方网站
34. ↑  . 金门观光旅游.   [2016-10-12]. （原始内容存档于2016-09-03）.
35. ↑  . 金门观光旅游. 金門縣政府. 2016-10-11  [2016-10-12]. （原始内容存档于2013-08-10）.
36. ↑  . 马祖国家风景区. 交通部觀光局馬祖國家風景區. 2016-05-16  [2016-10-12]. （原始内容存档于2016-10-12）.
37. 1 2  李培齊.  (PDF). 行政院大陸委員會. 2009年9月  [2016-10-13]. （原始内容存档 (PDF)于2016-10-13）.
38. ↑  中國對台導彈 將達1800枚 （页面存档备份，存于）2010年08月09日
39. ↑  簽ECFA後　中國對台導彈不減反增 的存檔，存档日期2016-03-05.
40. ↑  . 自由亚洲电台. 1999-11-28  [2016-10-26]. （原始内容存档于2016-10-26）.
41. 1 2  . 国内军情. 2016-08-29  [2016-10-26]. （原始内容存档于2016-10-27）.
42. ↑  .   [2016-10-26]. （原始内容存档于2016-10-26）.
43. ↑  南方朔. . 三立新闻网. 2016-07-07  [2016-10-26]. （原始内容存档于2016-10-27）.
44. ↑  . 德国之声中文网.   [2016-10-26]. （原始内容存档于2016-10-26）.
45. ↑  . 观察者. 2014-06-07  [2016-10-26]. （原始内容存档于2016-10-27）.
46. ↑  吴冠瑾. . 中时电子报. 2015年7月11日  [2016-10-26]. （原始内容存档于2016-10-26）.
47. ↑  . 新浪军事. 央视. 2016年1月21日  [2016-10-26]. （原始内容存档于2016-01-21）.
48. ↑  . 2015-12-30  [2016-10-13]. （原始内容存档于2016-10-14）.
49. 1 2  .   [2016-10-13]. （原始内容存档于2016-11-30）.
50. ↑  施懿琳 2013，第309頁
51. ↑  盧世祥. . 新台湾新闻周刊. 2006-09-24  [2016-10-19]. （原始内容存档于2016-10-19）.
52. ↑  . 东南网.   [2011-04-09]. （原始内容存档于2012-01-22）.
53. 1 2  许雪毅. . 新华网福建频道. 2015-12-30  [2016-10-11]. （原始内容存档于2016-10-11）.
54. ↑  . 中华人民共和国福州海关. 2016-04-29  [2016-10-11]. （原始内容存档于2016-10-12）.
55. ↑  . 大公网. 2018-01-27  [2019-02-20]. （原始内容存档于2019-03-04）.
56. ↑  米南. . 文汇网. 2016-03-06  [2016-10-11]. （原始内容存档于2017-03-05）.
57. 1 2  臺灣總督官房調查課編. . 臺北: 臺灣總督官房調查課. 1928.
58. ↑  楊傑銘. . 台灣文學評論.   [2016-10-25]. （原始内容存档于2016-10-25）.
59. ↑  曹永和．包樂史，小琉球原住民的消失一重拾失落台灣歷史之一頁 的存檔，存档日期2013-06-11.，中央研究院民族所研究
60. ↑  . 中央社. 2014年3月31日  [2015年10月9日]. （原始内容存档于2015年9月24日）.
61. ↑  徐富珍、陳信木，《蕃薯＋芋頭＝臺灣土豆？——臺灣當前族群認同狀況比較分析》 （页面存档备份，存于），臺灣人口學會2004年年會暨「人口、家庭與國民健康政策回顧與展望」研討會論文
62. ↑  閩客族群85％有原住民血統 的存檔，存档日期2012-10-14.，自由時報, 2007年11月18日
63. ↑  贺晨曦. . 中国台湾网. 2008-06-02  [2016-10-12]. （原始内容存档于2016-10-13）.
64. ↑  江林宣. . 闽台姓氏源流网. 2010-06-28  [2016-10-12]. （原始内容存档于2017-03-05）.
65. ↑  《臺灣礦業史上的第一家族－基隆顏家研究》- 陳慈玉編著，基隆市立文化中心發行 ISBN 957-02-4068-7
66. ↑  霧峰林家後代細數家族百年風華兩岸情 （页面存档备份，存于）中央日報，2015年6月2日
67. ↑  司馬嘯青，《台灣五大家族（下）》（台北市：自立晚報，1987）
68. ↑  林连金. . 东南网. 2013年6月8日  [2016-10-14]. （原始内容存档于2016-10-20）.
69. ↑  施懿琳 2013
70. 1 2  吳坤明.  (PDF). 臺灣學研究第五期. 臺灣學研究中心: 54–73. 2008年6月  [2016-10-12]. （原始内容 (PDF)存档于2019-06-06）.
71. 1 2  洪惟仁.  (PDF). 國語文教育通訊. 1995, (11,): 84–100  [2017-01-31]. （原始内容 (PDF)存档于2012-05-07）.
72. ↑  董峰政. . 台灣時報. 台時副刊. 1999年4月23日  [2016年10月12日]. （原始内容存档于2011年7月8日）.
73. ↑  . 閩南方言拼音方案 (廈門大學). 1982年10月.
74. ↑  . 多样性台湾. 行政院國家科學委員會.   [2017-01-31]. （原始内容存档于2010-01-07）.
75. ↑  《台语文运动访谈暨史料汇编》，杨允言、张学谦、吕美亲，国史馆，2008-03-01
76. ↑  . 厦门市文化广电新闻出版局. 2016-12-14  [2017-01-31]. （原始内容存档于2017-02-02）.
77. ↑   13. 1996  [2017-01-31]. （原始内容存档于2019-01-19）.
78. ↑  Nationalencyklopedin "Världens 100 största språk 2007"（2007年世界100大語言）[2017-01-31]
79. 1 2  范宏緯. . 淡江大學. 2008-01-11  [2016-10-19]. （原始内容存档于2016-10-19）.
80. ↑  《臺灣宗教》，高賢治，眾文圖書公司，1995年
81. ↑  施懿琳 2013，第293-309頁
82. ↑  . 台北市文化局.   [2016-10-19]. （原始内容存档于2016-10-15）.
83. ↑  施懿琳 2013，第312頁
84. ↑  . 文化部文化資產局.   [2014-02-03]. （原始内容存档于2015-09-23） （中文（臺灣））.
85. ↑  施懿琳 2013，第313頁
86. ↑  林鶴宜. . 空大出版社. 2003. ISBN 9789576615511.
87. ↑  鄭長鈴,王珊. . 浙江人民出版社. ISBN 9787213029578.
88. ↑  蕭婉寧. . 2015-01-19  [2016-10-19]. （原始内容存档于2016-10-19）.
89. ↑  古远清. . 中南财经政法大学.   [2016-10-19]. （原始内容存档于2016-06-18）.
90. ↑  按照臺灣閩南語常用詞辭典 （页面存档备份，存于）之解析，閩南語的「工夫」一詞形容「做工精密細膩」之意。
91. ↑  《潮嘉風月記》：「炉形如截筒，高约一尺二三寸，以细白泥为之。壶出宜兴窑者最佳，圆体扁腹，努嘴曲柄，大者可受半升许。杯盘则花瓷居多，内外写山水人物，极工致，类非近代物，然无款识，制自何年，不能考也。炉及壶盘各一，唯杯之数，则视客之多寡。杯小而盘如满月。此外尚有瓦铛、棕垫，纸扇，竹夹，制皆朴雅。壶盘与杯旧而佳者，贵如拱璧，寻常舟中不易得也。」
92. ↑  《闽台关系档案资料》，第741页。厦门，鹭江出版社1993年6月版。
93. ↑  《厦大校史资料 学生毕业生名录》厦门大学出版社 1990年11月版
94. ↑  . 国台办. 中国新闻网. 2016-01-05  [2016-10-12]. （原始内容存档于2016-10-12）.
95. ↑  . 福建省统计局.   [2021-05-20]. （原始内容存档于2021-09-23）.
96. 1 2 3 4  人民币资料为：. 福建省统计信息网. 2021-08-20  [2021-08-20]. （原始内容存档于2022-03-01）.。依照. 国家统计局. 2021-02-28  [2021-02-28]. （原始内容存档于2021-04-11）.，全年人民币平均汇率为1美元兑6.8974元人民币转换为美元。
97. 1 2 3 4   (PDF). 行政院主計總處. 行政院主計總處. 2021-06-04  [2021-06-04]. （原始内容存档 (PDF)于2022-03-08）.
98. ↑  见中华人民共和国省级行政区人类发展指数列表
99. ↑  . 中華民國統計資訊網. 中華民國行政院主計總處. 2018-10-30  [2018-12-31]. （原始内容存档于2018-12-31）.
100. ↑  .   [2016-10-11]. （原始内容存档于2016-10-09）.
101. ↑  .   [2018-12-31]. （原始内容存档于2018-12-31）.
102. ↑  .   [2018-12-31]. （原始内容存档于2018-12-31）.
103. ↑  .   [2018-12-31]. （原始内容存档于2018-12-31）.
104. ↑   (PDF).   [2018-12-31]. （原始内容存档 (PDF)于2018-12-31）.

### 书籍
- 汪毅夫, , 海峡文艺出版社, 1997, ISBN 7805349762
- 汪毅夫, , 厦门: 鹭江出版社, 2000, ISBN 7-80610-964-1
- 汪毅夫, , 厦门: 鹭江出版社, 2004, ISBN 9787806712818
- 汪毅夫, , 福建教育出版社, 2006, ISBN 7533445082
- 梁華璜, , 台北: 稻鄉出版社, 2001, ISBN 9579628777
- 彭文宇《閩台家族社會》，台北：幼獅文化事業有限公司，1997。
- 赵麟斌《闽台民俗述论》，同济大学出版社，2009年。
- 施懿琳, , 臺北: 五南出版社, 2013, ISBN 9789571172644
- 《台灣與福建社會文化研究論文集 （页面存档备份，存于）》，臺灣中央硏究院民族學硏究所出版。